# 特定大型車

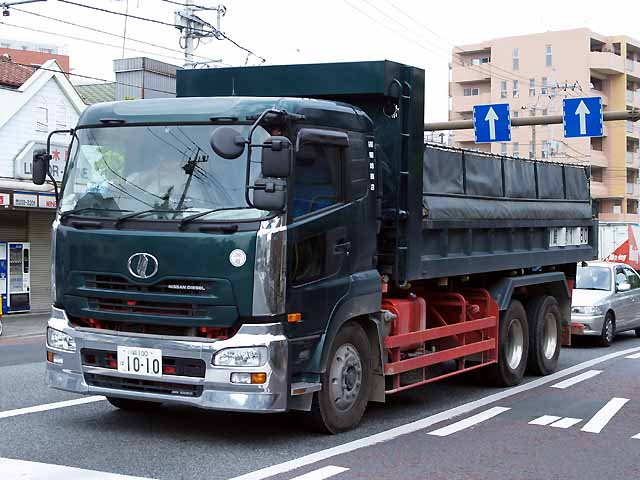
特定大型車の例（UD・クオン）

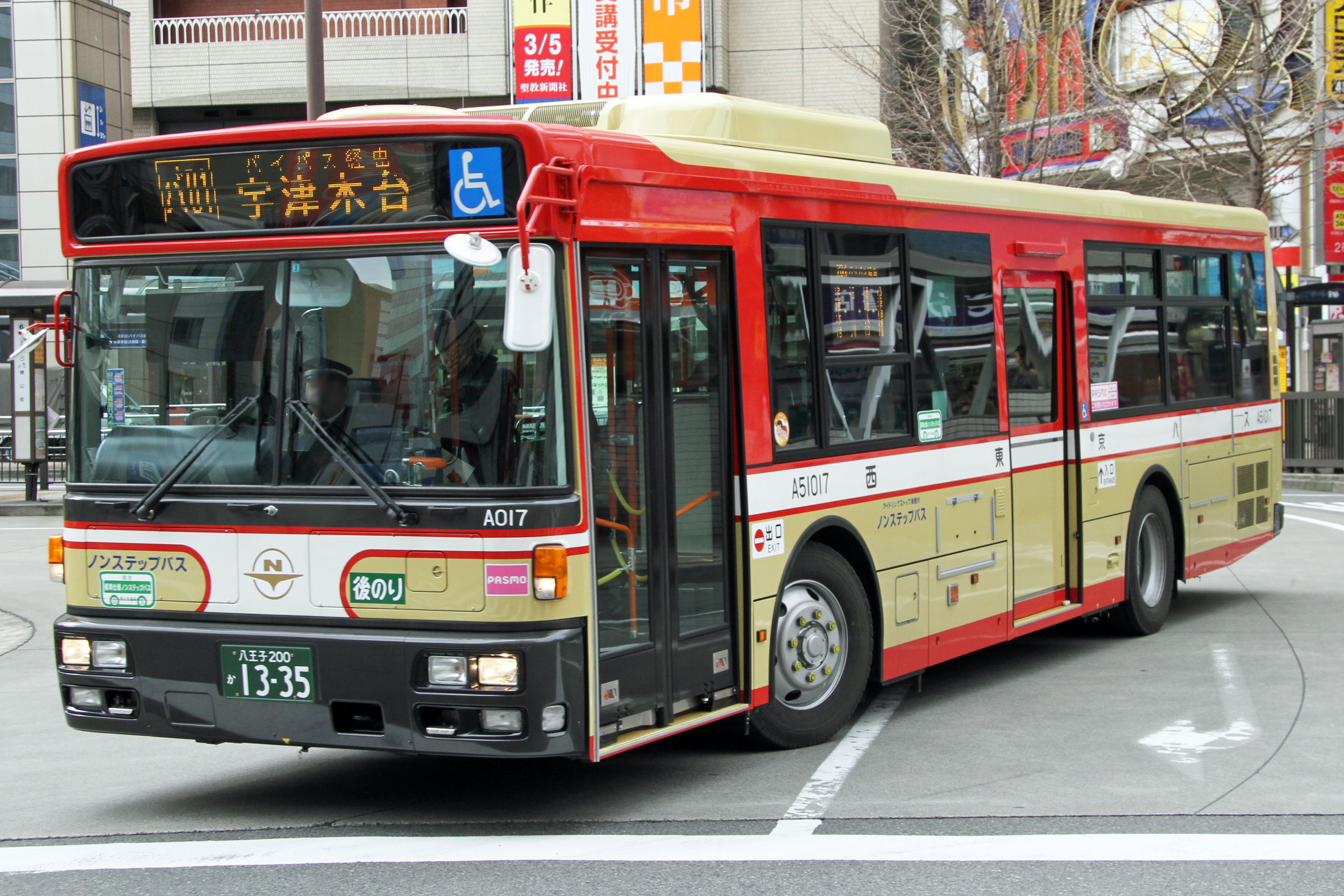
特定大型車の例（日産ディーゼル・スペースランナーRA）

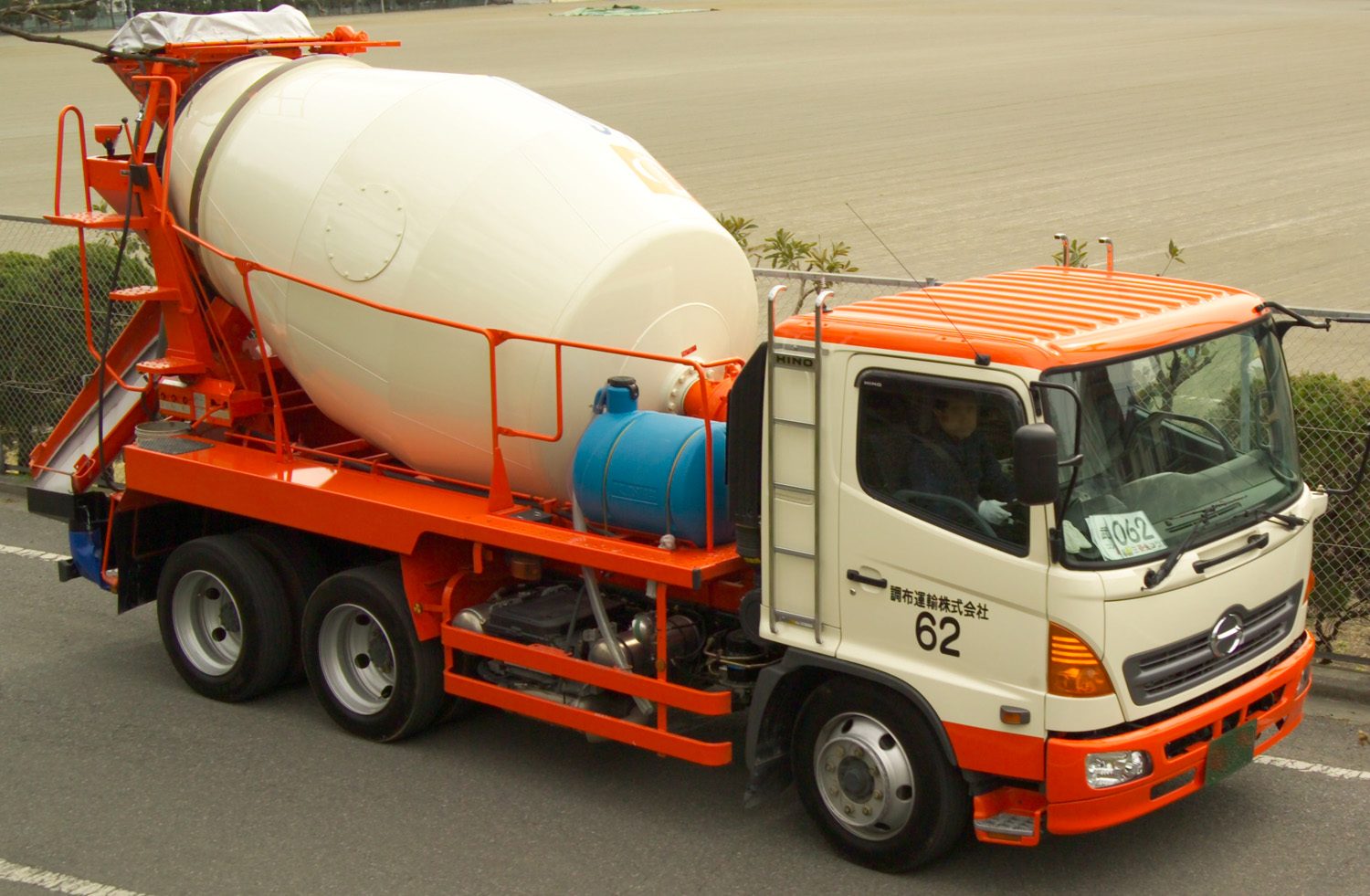
特定大型車の例（日野・レンジャー）

特定大型車（とくていおおがたしゃ）とは、日本における自動車の区分のひとつである。（旧）大型自動車で、運転免許証またはマイナ免許証のみでなく、一定の条件が必要であった車両の区分である。特大車、政令大型車とも呼ばれる。1962年7月1日から道路交通法の一部改正により施行。現在は、下記のようにこの区分は道路交通法上は廃止されている。

## 概要
一定の条件とは、以下のものである。
1. 運転者が21歳以上であること。
2. 大型自動車免許、中型自動車免許、準中型自動車免許、普通自動車免許または大型特殊自動車免許（以下それぞれ「大型免許」のように略記）のいずれかを受けていた期間が、通算して3年以上（ただし免許の効力が停止していた期間を除く）であること。

条件を満たさないで特定大型車を運転すると、大型自動車等無資格運転となり、無免許運転に準ずる厳しい処分を受ける。
特定大型車とは、（旧）大型自動車の以下の一に該当するものを言う。ただし、特例で、自衛隊用自動車で、自衛官が運転しているものについては適用除外となる。
1. 最大積載量6500 kg以上、車両総重量11000 ㎏（乗用・貨物用・特種用途車を含む）以上
2. 乗車定員30人以上
3. 砂、じゃり、玉石、砕石、土、アスファルト、コンクリートまたはレディミクストコンクリートの運搬を業とする車
4. 火薬類（200 kg を超える火薬または100 kg を超える爆薬）を積載するもの
5. 緊急用務で運転している緊急自動車（ただし、大型自動車である緊急自動車の運転資格審査に合格している運転者は適用除外）

2007年6月2日より施行された中型自動車免許（以下「中型免許」と略記）の新設および大型自動車の区分変更により、上記1、2に該当するものは（新）大型自動車の区分となった。また、（新）大型免許を受験する条件も「21歳以上（自衛官は19歳以上）で普通自動車、準中型自動車、（新）中型自動車、大型特殊自動車のいずれかの免許を受けた期間が通算して3年以上（自衛官を除く）」であり、特定大型車と同じである。
なお、2007年6月2日の道路交通法改正の施行前に大型免許を受けていた者は、改正後も引き続き上記の一定の条件を満たさない限りは（新）大型自動車や、あるいは、（旧）大型自動車から（新）中型自動車に区分替えとなった車両であって上記のいずれかに該当するものを運転することはできない。ただし、施行より3年以上経過のため、経過規定の適用の余地は消滅している。

## 免許制度
新大型免許に該当する車両。

## 特定大型車の特徴
端的に言えば、大型車の特性がそのまま当てはまる。特定大型車の持つ危険性は、特定大型車でない大型自動車（現行の特定中型自動車）以上に大きい。貨物自動車の場合、過積載でなくても荷物運搬中は制動距離が伸び、子供の飛び出しに一層対処しにくくなる。

## 高速道路料金区分における特大車
高速道路の料金区分における「特大車」は道路交通法における特定大型車という意味ではなく、高速道路独自の区分によるものである。次の車両が特大車となる。
- バス（路線バスを除く）：車長9 m 以上・車両総重量8 t 以上又は乗車定員30名以上
- 普通貨物自動車（単体で4車軸以上で車両制限令限度越）：車長12 m 以上・幅2.5 m 以上・高さ4.1 m 以上・車両総重量（車軸数に応じて）20 - 25 t 以上
- 大型特殊自動車　全車両